# Chaetanaphothrips leeuweni
Chaetanaphothrips leeuweni är en insektsart som först beskrevs av Heinrich Hugo Karny 1914.  Chaetanaphothrips leeuweni ingår i släktet Chaetanaphothrips och familjen smaltripsar. Inga underarter finns listade i Catalogue of Life.